# Stoystown
Stoystown é um distrito localizado no estado norte-americano de Pensilvânia, no Condado de Somerset.

## Demografia
Segundo o censo norte-americano de 2000, a sua população era de 428 habitantes.
Em 2006, foi estimada uma população de 400, um decréscimo de 28 (-6.5%).

## Geografia
De acordo com o United States Census Bureau tem uma área de
0,5 km², dos quais 0,5 km² cobertos por terra e 0,0 km² cobertos por água. Stoystown localiza-se a aproximadamente 613 m acima do nível do mar.

## Localidades na vizinhança
O diagrama seguinte representa as localidades num raio de 12 km ao redor de Stoystown.